# Crataegus austromontana
Crataegus austromontana — вид квіткових рослин із родини трояндових (Rosaceae).

## Біоморфологічна характеристика
Це кущ 4–5 метрів заввишки. Нові гілочки густо запушені, 1 й 2-річні коричневі. Листки: листові пластини від широко-яйцеподібних до субокруглих, 4–7 см, основа клиноподібна, частки по 3 (або 4) з боків, верхівки часток субгострі, а краї різко залозисто-пилчасті, нижня поверхня рідко запушена, верх притиснуто-волосистий, особливо на жилках. Суцвіття 3-квіткові. Квітки 25 мм у діаметрі. Яблука червоні, субокруглі. Період цвітіння: травень; період плодоношення: вересень — листопад.

## Середовище проживання
Зростає на південному сході США — Алабама й Теннессі.
Населяє лісисті пагорби, хмизняки; на висотах 70–200 метрів.
Можливо вимер; востаннє його збирали в 1916 році. 